# Делоникс
Дело́никс (лат. Delonix) — род деревянистых цветковых растений семейства Бобовые (Fabaceae); входит в трибу Цезальпиниевые (Caesalpinieae) подсемейства Цезальпиниевые (Caesalpinioideae).
Наиболее известный вид — Делоникс королевский (Delonix regia).

## Ботаническое описание
Представители рода — маловетвящиеся листопадные деревья. Листья дважды-перисторассечённые, обычно более 50 см длиной, листочки мелкие, многочисленные, супротивные. Прилистники у большинства видов малозаметные.
Цветки собраны в пазухах верхних листьев в кистевидно-щитковидное соцветие, прицветники малозаметные. Чашечка состоит из пяти почти равных чашелистиков. Венчик из пяти эллиптических или фасолевидных лепестков с заметными отростками, обычно почти одинаковых. Тычинки в количестве 10, свободные, бархатисто-опушённые. Пестик нитевидный, с притупленным рыльцем.
Боб до 70 см длиной, деревянистый, плоский, со множеством жёстких коричневых продолговато-цилиндрических семян.

## Ареал
Естественный ареал рода — Мадагаскар и Восточная Африка. Типовой вид, делоникс королевский, в природе редкий, завезён во многие тропические регионы мира, где выращивается в качестве декоративного растения, иногда дичая.

## Таксономия

### Синонимы
- Aprevalia Baill., 1884

### Виды
- Delonix baccal (Chiov.) Baker f., 1930
- Delonix boiviniana (Baill.) Capuron, 1968
- Delonix brachycarpa (R.Vig.) Capuron, 1968
- Delonix decaryi (R.Vig.) Capuron, 1968
- Delonix elata (L.) Gamble, 1919
- Delonix floribunda (Baill.) Capuron, 1968
- Delonix leucantha (R.Vig.) Du Puy, Phillipson & R.Rabev., 1995
- Delonix pumila Du Puy, Phillipson & R.Rabev., 1995
- Delonix regia (Hook.) Raf., 1837 typus[1] — Делоникс королевский, или огненное дерево
- Delonix tomentosa (R.Vig.) Capuron, 1968
- Delonix velutina Capuron, 1968